# Flughafen Wamena

i7
i11
i13
Der Flughafen Wamena (indonesisch Bandar Udara Wamena, IATA-Code: WMX, ICAO-Code: WAVV) ist ein Regionalflughafen nahe der Stadt Wamena, der Hauptstadt der indonesischen Provinz Papua Pegunungan.
Der Platz befindet sich etwa einen Kilometer östlich des Stadtzentrums von Wamena auf einer Höhe von 1554 Metern über dem Meeresspiegel.
Der Flugplatz kann von Verkehrsflugzeugen bis zu einer Größe der Boeing 737-300 angeflogen werden und ist mit dem ICAO-Annex 14 Flughafenreferenzcode 4C klassifiziert.
Der Flugplatz verfügt über eine 1825 Meter lange und 30 Meter breite asphaltierte Start- und Landebahn in Nordnordwest-Südsüdost-Richtung, sowie über zwei asphaltierte Vorfelder (Hauptvorfeld Apron A, 180 m × 45 m und neues Vorfeld Apron B, 165 m × 50 m). Die Fluggastabfertigung erfolgt über ein 2500 Quadratmeter großes Terminal und die Luftfrachtabfertigung über ein 500 Quadratmeter großes Frachtterminal.
Als Navigationshilfe dient ein am Platz befindliches ungerichtetes Funkfeuer (NDB) mit der Kennung ZW auf der Frequenz 222 kHz. Als optische Anflughilfe verfügen beide Landerichtungen über eine Präzisions-Anflug Gleitwinkelbefeuerung (PAPI). Beide Enden der Start- und Landebahn besitzen eine Endbefeuerung (Runway End Identifier Lights, REIL). Ansonsten sind die Bahnen nicht beleuchtet.

## Zwischenfälle
Von 2002 bis Mai 2023 kam es am Flughafen Wamena zu 14 Totalverlusten von Flugzeugen. Dabei wurden insgesamt 22 Personen getötet. Beispiele:
- Am 21. April 2002 wurde eine Antonow An-72 der estnischen Enimex (Luftfahrzeugkennzeichen ES-NOP) bei einer sehr harten Landung beschädigt, woraufhin aufgrund von Hydraulikleckagen ein kleineres Feuer ausbrach. Das einzige Fahrzeug der Flughafenfeuerwehr konnte nicht angelassen werden, da die Batterie leer war. Daraufhin rannten einige Feuerwehrleute mit Handfeuerlöschern zum Flugzeug. Nach 20 Minuten war die Batterie des Löschfahrzeugs soweit aufgeladen, dass der Motor gestartet werden und man zum brennenden Flugzeug fahren konnte. Die Maschine – im Auftrag von Trigana Air Service unterwegs – war jedoch irreparabel beschädigt. Die einzigen Insassen, vier Besatzungsmitglieder, blieben unverletzt.[4]

- Am 9. April 2009 kollidierte eine BAe 146-300 der Aviastar Mandiri (PK-BRD) auf einem Frachtflug vom Flughafen Jayapura zum Flughafen Wamena nach einem Durchstartmanöver beim zweiten Anflugversuch mit einem Berg. Dabei kam die sechsköpfige Besatzung ums Leben (siehe auch Flugunfall einer BAe 146 der Aviastar Mandiri 2009).[5]

- Am 31. Mai 2013 geriet eine BAe ATP der indonesischen Deraya Air Taxi (PK-DGI) bei der Landung auf dem Flughafen Wamena nach einem nicht stabilisierten Anflug von der Landebahn ab. Das Bugfahrwerk brach ab, 250 Meter weiter brach auch das Hauptfahrwerk zusammen und alle Propeller waren verbogen. Beide Piloten, die einzigen Insassen auf dem Frachtflug, überlebten den Unfall. Das Flugzeug wurde irreparabel beschädigt.[6]

- Am 4. März 2015 wurde eine BAe ATP der indonesischen Deraya Air Taxi (PK-DGB) bei der Landung auf dem Flughafen Wamena irreparabel beschädigt. Die Maschine blieb auf der Landebahnseite liegen. Das linke Hauptfahrwerk war zusammengebrochen und das linke Triebwerk samt Propeller waren beschädigt. Beide Piloten, die einzigen Insassen auf dem Frachtflug, überlebten den Unfall.[7]

- Am 18. Dezember 2016 flog eine Lockheed C-130H Hercules der indonesischen Luftstreitkräfte (Kennzeichen A-1334) beim Anflug auf den Flughafen Wamena in hügeliges Gelände 1700 m südöstlich der Landebahnschwelle. Durch diesen CFIT (Controlled flight into terrain) in der Provinz Papua wurden alle 12 Besatzungsmitglieder und der einzige Passagier getötet.[8]